# Куксов, Пётр Фёдорович
Пётр Фёдорович Куксов (19 апреля 1908 — 27 декабря 1939) — командир пулемётной роты 220-го стрелкового полка 4-й стрелковой дивизии 13-й армии Северо-Западного фронта, старший лейтенант, Герой Советского Союза.

## Биография
В Красной Армии с 1930 года. Участник советско-финской войны 1939—1940 годов.

## Подвиг
Командир пулемётной роты 220-го стрелкового полка (4-я стрелковая дивизия, 13-я армия, Северо-Западный фронт) старший лейтенант Пётр Куксов 25-27 декабря 1939 года с вверенной ему ротой овладел опорным пунктом противника на берегу озера Сувантоярви (Приозерский район Ленинградской области), отразил несколько контратак, уничтожив значительное количество живой силы и боевой техники противника. Старший лейтенант Куксов погиб в этом бою. Похоронен в Ленинграде на Красненьком кладбище.
Указом Президиума Верховного Совета СССР от 7 апреля 1940 года «за образцовое выполнение боевых заданий командования на фронте борьбы с финской белогвардейщиной и проявленные при этом отвагу и геройство» старшему лейтенанту Куксову Петру Фёдоровичу посмертно присвоено звание Героя Советского Союза. Награждён орденом Ленина.